# Chrysobothris abyssinica
Chrysobothris abyssinica es una especie de escarabajo del género Chrysobothris, familia Buprestidae. Fue descrita científicamente por Fairmaire en 1891.